# Альбайрате
Альбайрате (итал. Albairate) — город в Италии, расположен в области Ломбардия, в провинции Милан.
Население составляет 4152 человек, плотность населения — 297 чел./км². Занимает площадь 14 км². Почтовый индекс — 20080. Телефонный код — 00002.
Покровительницей коммуны почитается Пресвятая Богородица (Madonna del Rosario), празднование в первое воскресенье октября.